# Allobates pittieri
Espèce
Synonymes
- Colostethus pittieri La Marca, Manzanilla & Mijares-Urrutia, 2004

Statut de conservation UICN

 LC  : Préoccupation mineure
Allobates pittieri est une espèce d'amphibiens de la famille des Aromobatidae.

## Répartition
Cette espèce est endémique du Venezuela. Elle se rencontre entre 150 et 1 700 m d'altitude dans les cordillère de la Costa et la cordillère de Mérida dans les États de Falcón, de Lara, d'Aragua et de Carabobo.

## Étymologie
Cette espèce est nommée en l'honneur d'Henri Pittier.

## Publication originale
- La Marca, Manzanilla, & Mijares-Urrutia, 2004 : Revisión taxonómica del Colostethus del norte de Venezuela confundido durante largo tiempo con C. brunneus. Herpetotropicos, vol. 1, no 4, p. 40-50 (texte intégral).